# Stellifer illecebrosus
Stellifer illecebrosus es una especie de pez de la familia Sciaenidae en el orden de los Perciformes.

## Morfología
• Los machos pueden llegar alcanzar los 25 cm de longitud total.

## Alimentación
Come principalmente crustáceos  planctónicos y, también, gusanos marinos y otros invertebrados  bentónicos.

## Hábitat
Es un pez de clima tropical y demersal.

## Distribución geográfica
Se encuentra en el Pacífico oriental: desde el sur del Golfo de California hasta el Perú.

## Uso comercial
Es común en los mercados locales.

## Observaciones
Es inofensivo para los humanos.